# LG Electronics
LG Electronics Inc. (кор. LG전자) (произносится Элджи Чонджа) — южнокорейская компания, один из крупнейших мировых производителей потребительской электроники и бытовой техники. Входит в состав конгломерата LG Group. Главный офис компании LG Electronics находится в Сеуле, Республика Корея, 120 представительств компании открыты в 95 странах мира. По состоянию на 2024 год сотрудниками компании являлись более 75 000 сотрудников в 142 подразделениях по всему миру . Общий оборот компании по состоянию на 2010 составил 48,2 млрд долларов.
Основные направления деятельности компании включают в себя производство и реализацию:
- Жидкокристаллических и плазменных телевизоров
- Аудио- и видеотехники
- Бытовой техники
- Компьютерных мониторов, ноутбуков, комплектующих
- Систем кондиционирования и фильтрации воздуха
- Энергосберегающих продуктов, таких, как солнечные панели
- Продуктов для бизнеса — систем слежения и промышленных мониторов
- Холодильных камер

```
История компании 
```

### 1958—1980 г. — основание компаний Lucky Chemicals и Goldstar
В 1958 году компания LG Electronics была основана как холдинг GoldStar (хангыль: 금성). Он был основан после Корейской войны, чтобы обеспечить нацию бытовой электроникой и бытовой техникой отечественного производства. Начало национального вещания[чего?] в стране, которое привело к бурному росту рынка электроники, и тесные отношения, которые она быстро установила с Hitachi, помогли GoldStar произвести первые в Южной Корее радиоприёмники, телевизоры, холодильники, стиральные машины и кондиционеры. 
GoldStar была одной из групп LG с дочерней компанией Lak-Hui (произносится как «Lucky») Chemical Industrial Corp., которая теперь называется LG Chem и LG Households. GoldStar объединилась с Lucky Chemical и LS Cable 28 февраля 1995 года, изменив название компании на Lucky-Goldstar, а затем, наконец, на LG Electronics.
Итак, 1 октября 1958 года — Lak Hui Chemical основывает компанию Goldstar (впоследствии — LG Electronics). 
С этого момента предприятие начинает работать над проектированием и выпуском электрических приборов и бытовой техники.
- 1959 год — с конвейера GoldStar выходит первый прибор — первый на тот момент в Корее транзисторный радиоприёмник.
- 1960 год — на национальный рынок выпускается первый в стране электрический вентилятор.
- 1965 год — компания разрабатывает первый холодильник в Корее.
- 1966 год — выпускается первый чёрно-белый телевизор в Корее[6]. В этом же году Lak Hui Chemical переименовывается в Lucky Chemical Ind.
- 1967 год — на паях с компанией Caltex строится нефтеперерабатывающий завод.
- 1969 год — выпускается первая в Южной Корее стиральная машина.
- 1969 год — смерть основателя компаний Lak Hui Chemical и GoldStar Ку Ин Хвэ (Koo In-Hwoi), оба предприятия возглавляет его сын Ку Ча Кюн (Koo Cha-Kyung). Сеть дочерних компаний объединяется под общим названием Lucky Group.
- 1970 год — компания GoldStar представляет автоматический многокнопочный телефон. В этом же году Ку Ча Кюн (Koo Cha-Kyung) решает начать выпуск цветных телевизоров.
- 1973 год — GoldStar выпускает первый корейский кассетный проигрыватель-магнитофон.
- 1975 год — был построен ещё один завод GoldStar в городе Куми.
- 1976 год — GoldStar открывает в городе Чханвон крупнейший на тот момент в Корее завод по производству бытовой техники.
- 1976 год — GoldStar создает первый в Корее частный исследовательский центр.
- 1977 год — выпускается первый в Корее цветной телевизор под маркой GoldStar.

Конец 70-х годов — GoldStar инвестирует деньги в производство полупроводников, что впоследствии позволило компании запустить производство собственных микросхем. Подписаны соглашения о научно-производственном сотрудничестве с компаниями AT&T, NEC, Siemens и Hitachi.
- 1978 год — суммарный объём экспорта компании GoldStar превышает 100 миллионов долларов в денежном выражении.
- 1980 год — GoldStar начинает экспорт своих продуктов за рубеж, тем самым становясь первой корейской компанией — производителем потребительской электроники на мировом рынке.

### 1980—1995 гг. — становление глобального бренда Goldstar
- 1981 год — выпуск первого корейского видеомагнитофона, разработанного совместно с Hitachi, который моментально становится самым продаваемым видеомагнитофоном на азиатских рынках.
- 1982 год — в штате Алабама (г. Хантсвилл) открывается первый завод компании GoldStar за пределами Кореи, стратегической задачей которого является обеспечение производства цветных телевизоров — техники, наиболее дорогостоящей при транспортировке/экспорте.
- 1983 год — GoldStar создает первую в Корее дизайн-лабораторию, принадлежащую частной компании.
- 1983 год — Выпуск первого в Корее CD-плеера марки GoldStar.
- 1984 год — GoldStar выпускает первую в Корее микроволновую печь.
- 1985 год — Создание лаборатории по тесту продукции.
- 1987 год — открытие завода Goldstar Electronics Deutschland (позже — GoldStar Europe GmbH) в городе Вормс (Worms), Германия. Основной техникой, производимой на заводе, как и в США, являются цветные телевизоры.
- 1990 год — открытие дизайн-центра GoldStar в Ирландии.
- 1994 год — GoldStar покупает 57 % акций американской телевизионной компании Zenith Electronics, 3 % акций компании 3DO Corporation, а также заключает контракт с IBM. Инженеры компаний совместно занимаются разработкой мультимедийных технологий, в результате которых появляются игровые приставки с трехмерной графикой. В этом же году происходит объединение Goldstar с японской ALPS[англ.], в результате чего появляется научно-исследовательская лаборатория Frontec для работы над созданием активных ЖК-матриц, плазменных панелей и плазменных технологий.

### 1995—2005 гг. — слияние Lucky и Goldstar, становление бренда LG
- 1995 год — все дочерние компании корпорации Lucky Group объединяются под единым именем LG (Lucky Goldstar), в результате чего появляется LG Electronics.
- 1995 год — уход на пенсию Ку Ча Кюна (Koo Cha-Kyung), его преемником становится внук основателя Ку Бон Му (Koo Bon-Moo).
- 1996 год — LG Electronics формирует стратегическую программу на 9 лет, которая получает название Technology leadership — LEAP 2005 и слоган «Прыжок в 2005 год». Перед корпорацией ставится задача улучшения качества и увеличения количества выпускаемой продукции, получения 50 % своего дохода от продаж на мировом рынке. По плану к 2005 году оборот компании должен был составить $40 миллиардов.
- 1997 год — LG Electronics создает первую в мире микросхему для производства цифровых телевизоров.
- 1998 год — LG Electronics анонсирует первую в мире 60-дюймовую плазменную панель.
- 1999 год — создается совместное предприятие LG Electronics и Philips Electronics — LG.Philips LCD.
- 2000 год — был запущен новый завод в городе Куми по производству ЖК-матриц Gumi LCD Plant P3.
- 2001 год — LG Electronics представляет первый в Корее ЖК-телевизор с диагональю 20,1 дюйма. В апреле того же года получает развитие идея Цифрового дома, на рынке появляется микроволновая печь, стиральная машина и кондиционер с возможностью выхода в Интернет. С мая 2001 года начат экспорт плазменных панелей.
- 2001 год — LG Electronics начинает производить мобильные телефоны стандарта GSM.
- 2002 год — LG Electronics начинает выпуск телефонов стандарта GSM с цветными дисплеями. Менее чем за год показатели экспорта мобильных телефонов составляют 2,5 миллиона единиц.

### 2005—2019 гг. — новейшая история бренда LG
- 2006 год — открытие завода по производству бытовой техники компании LG Electronics в Рузском районе Московской области в поселке Дорохово.
- 2007 год — LG Electronics запатентовывает формат связи 4G в мобильных телефонах стандарта GSMA и первой в мире демонстрирует технологию 4G LTE.
- 2008 год — Начинается сотрудничество с компанией Conergy по созданию солнечных батарей LG.
- 2009 год — LG Electronics становится технологическим партнёром Формула-1.
- 2010 год — анонсируется первый в Корее гибридный бытовой кондиционер на солнечных батареях, а также первый в мире однообъективный 3D-проектор.
- 2010 год — запуск суббренда LG Optimus — смартфоны на платформе Android. LG-P500 Optimus One (тираж по всему миру превысил 50 миллионов штук) становится одним из самых продаваемых смартфонов в мире. Выпускается первый в мире смартфон с двухъядерным процессором LG-P990 Optimus 2X.
- 2011 год — выпускается смартфон LG Optimus Black с высоким показателем яркости дисплея (700 nit), а также первый в мире смартфон со стереоскопическим 3D-дисплеем, не требующим наличия очков — LG Optimus 3D. Все смартфоны работают под управлением мобильной ОС Android.

В этом же году LG Electronics выпускает на рынок 3D-телевизоры линейки LG Cinema 3D — первые 3D-телевизоры, использующие поляризационную систему создания картинки в 3D — FPR.
- 2012 год — заключив очередной контракт с компанией PRADA, LG выпускает смартфон LG Prada 3.0. LG запускает новую линейку смартфонов на платформе Android «Серия L», первыми смартфонами которой являются L3, L5, L7.

В апреле 2019 года LG выпустила новое поколение смартфона LG X4, продажи в Корее начались 26 апреля.

### 2020-е — современная история бренда LG
- 5 апреля 2021 года компания объявила, что к августу она уйдёт с рынка смартфонов из-за убытков в этой отрасли[8][9].
- С 1 декабря 2021 года нынешний директор по стратегии Уильям Чо заменит Бон-сеока Квона на посту генерального директора LG Electronics[10].
- 2022: реорганизация в LG Electronics, компания объявила об изменениях в своей структуре[11]

## Логотип и корпоративная идентификация
На данный момент логотипом компании является стилизованный образ — «лицо» красного оттенка (существуют два типа — 2D- и 3D-логотипы. 3D-логотип более близок к розовому цвету) и, собственно, аббревиатура бренда LG.
Официальный слоган компании — Life is Good.
Компания LG так расшифровывает свой логотип:
буквы «L» и «G» в круге символизируют мир, будущее, молодость, человечество и технологию. Цвета: красный — основной цвет — символизирует дружелюбие и намерение LG Electronics выпускать продукцию наилучшего качества; серый цвет обозначает технологичность и надежность. Лицо: стилизованное изображение улыбающегося лица передает дружественный настрой и доступность. Один глаз на изображении означает, что компания LG Electronics нацелена на результат, сфокусирована и уверена. Круг представляет земной шар, символизирующий мир и все человечество, а также молодость и будущее. Форма: правый верхний угол логотипа LG Electronics, намеренно оставленный незаполненным, придает асимметрию изображению — знак креативности LG Electronics и способности к изменениям.

## Направления бизнеса

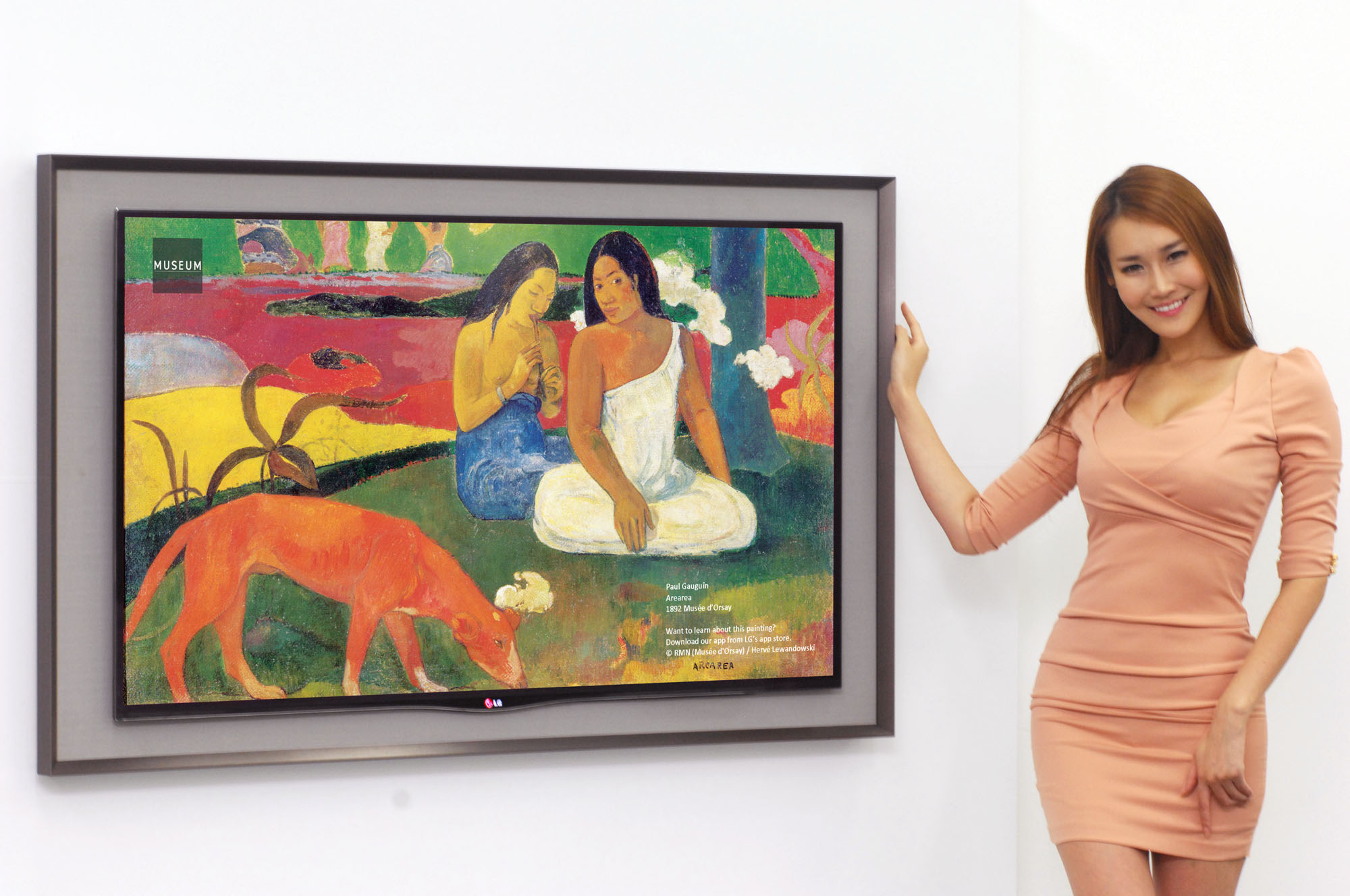
Плоский OLED-телевизор сверхвысокой чёткости

LG Home Entertainment (техника для домашних развлечений) — подразделение компании, которое специализируется на производстве жидкокристаллических и плазменных телевизоров, видео и аудиотехники, а также мониторов и ноутбуков. Данное направление бизнеса является приоритетным для LG Electronics, объёмы реализуемого продукта LG Home Entertainment — самые высокие среди бизнес-подразделений. По данным на 2010 год суммарный объём продаж продукции LG Home Entertainment составил $10,7 миллиарда, что составляет 22,1 % от общего объёма продаж LG Electronics за год.
Основные продукты
- Жидкокристаллические телевизоры и мониторы
- Плазменные панели
- OLED-телевизоры[14] (в частности, с разрешением UHD[15])
- Цифровые видеоаппаратура (DVD-рекордеры, DVD-проигрыватели, портативные DVD-проигрыватели и цифровые телевизионные приставки, Blu-ray проигрыватели)
- Цифровые аудиоаппаратура (домашние кинотеатры, караоке и Hi-Fi системы)
- Автомобильные аудиосистемы
- Ноутбуки

Приоритетное направление бизнеса подразделения — производство телевизоров сегмента «премиум» с поддержкой платформы Smart TV и 3D телевизоров, использующих «поляризационную» технологию создания 3D-картинки — FPR (линейка телевизоров LG Cinema 3D).
LG Home Appliances (бытовая техника) — подразделение компании, которое специализируется на производстве и продаже крупной и мелкой бытовой техники, а также бытовых систем очистки воздуха и воды. По данным на 2010 год общий объём продаж продукции LG Home Appliances составил $5,15 миллиардов, что составляет 10,7 % от общего объёма продаж LG Electronics за год.
Основные продукты
- Стиральные машины;
- Пылесосы;
- Холодильники;
- Посудомоечные машины;
- Микроволновые печи;
- Встраиваемая техника;
- Бытовые очистители воздуха;
- Бытовые фильтры воды;
- Хлебопечки.

Приоритетное направление бизнеса подразделения — производство бытовой техники сегмента премиум, с функциями соединения с интернетом, синхронизации с мобильным телефоном и самообучающимися программами — сегмент бытовой техники с подобным функционалом получил префикс THINQ.
LG Mobile Communications (мобильные технологии) — подразделение компании, которое специализируется на производстве и продаже классических мобильных телефонов и смартфонов линейки LG Optimus, работающих под управлением мобильной ОС Android, а также аксессуаров к ним. По данным на 2010 год, общий объём продаж продукции LG Mobile Communications составил $6,6 миллиарда, что составляет 13,8 % от общего объёма продаж LG Electronics за год.
Основные продукты
- Мобильные телефоны
- Смартфоны Optimus на базе мобильной ОС Android
- Смартфоны на базе мобильной ОС Windows Phone 7
- Планшетные компьютеры

Приоритетное направление бизнеса подразделения — производство инновационных смартфонов как в премиальном, так и в масс-маркет сегментах, разработка направления поляризационных 3D-дисплеев, а также дисплеев с повышенной энергоэффективностью. Внедрение в повседневный обиход смартфонов с многоядерными процессорами, а также смартфонов с поддержкой стандарта связи 4G LTE.
В 2011 году подразделением LG Mobile Communications были продемонстрированы:
- Первый в мире смартфон с 3D-дисплеем — LG Optimus 3D
- Смартфон, обладающий самым ярким на данный момент дисплеем — LG Optimus Black
- Первый в мире планшетный компьютер со встроенной 3D-камерой и поддерживающий воспроизведение фото и видеофайлов в формате 3D — LG Optimus Tab

LG Air Conditioning and Energy Solutions (кондиционеры и энергосберегающие продукты) — подразделение компании, которое специализируется на производстве и продаже систем кондиционирования и очистки воздуха как для частного, так и для промышленного применения. Также подразделение занимается производством энергосберегающих продуктов — таких, как солнечные батареи и системы освещения, «умные» термостаты, а также системы управления отоплением.
По данным на 2010 год, общий объём продаж продукции LG Air Conditioning and Energy Solutions составил $4,62 миллиарда, что составляет 9,6 % от общего объёма продаж LG Electronics за год.
Основные продукты
- Бытовые кондиционеры
- Бытовые очистители воздуха
- Промышленные кондиционеры и очистители воздуха
- Солнечные батареи
- Системы освещения
- Термостаты и системы управления отоплением

Приоритетное направление бизнеса подразделения — развитие энергоэффективных и экологичных технологий как в частном, так и в промышленном сегментах рынка. Внедрение энергоэффективных технологий (таких, как солнечные батареи и системы управления отоплением) в частный потребительский сектор.

## Финансовые показатели
В 2010 году консолидированный объём продаж компании в составил 48,2 миллиарда долларов (55,8 триллионов корейских вон).
За IV квартал 2022 г. - 212,4 млрд вон чистого убытка.
III квартал 2023 г. (1 июля – 30 сентября) компания завершила с чистой прибылью на уровне 482 млрд вон.
Суммарный 2023 г. LG завершила с выручкой на уровне 84,23 трлн вон (+0,9 % год к году); при этом чистая прибыль  просела на 38 %.

### LG Electronics в России
Российское представительство LG Electronics в Москве было открыто в марте 1990 года.
В марте 2022 года компания объявила о приостановке поставок в Россию из-за санкций против России. 
LGERP (Russia R&D Lab)
В 1997 году была открыта научно-исследовательская лаборатория LG Software Lab в Санкт-Петербурге. В 2006 году она была реорганизована в подразделение LGE Mobile Communications Company и получила название LGERP (LG Electronics Russia — St.-Petersburg).
Деятельность лаборатории представлена четырьмя основными направлениями, разработки в которых ведутся в интересах Mobile Communications Company и Home Entertainment Company, входящих в состав LG Electronics, а также других компаний, входящих в LG Group (LG Chemical, LG Innotech и т. д.):
- SW platform — разработка и поддержка программных решений и платформ.
- UI solutions — разработка платформ для графических и пользовательских интерфейсов, создание и разработка мобильного контента.
- Design and Simulation — разработка программных средств для конструирования, моделирования и анализа механических, электромагнитных, оптических, тепловых и др. систем.
- Product Validation — тестирование мобильных телефонов перед выходом на рынки России и стран СНГ.

В лаборатории работает около 130 человек.
LGERP сотрудничает с образовательными учреждениями города. В ноябре 2004 года на базе Санкт-Петербургского государственного политехнического университета создан научно-образовательный центр LG PolyREC (LG Polytechnic Research & Education Center). LG PolyREC занимается подготовкой специалистов для LGERP и ведет научные разработки в интересах LG Group.
Завод
В сентябре 2006 года в подмосковном поселке Дорохово открыт крупный завод LG Electronics, производящий холодильники, стиральные машины, телевизоры и мониторы для компьютеров. В августе 2009 года по итогам визита в Москву президента компании в странах СНГ было принято решение о строительстве третьего сборочного цеха.

### LG Electronics на Украине
В 1996 году компания LG Electronics открыла представительство на Украине, которое занимается экспортом бытовой электроники на территорию Украины и предоставляет информационную поддержку продуктов.
За время своей работы на Украине представительство LG Electronics спонсировало ряд мероприятий, среди которых такие телевизионные программы, как «Шанс» и «Караоке на Майдане», интеллект-шоу «Эврика» и фестиваль Караоке. Также представительство LG Electronics являлось спонсором прогноза погоды на Новом канале и на СТБ, спонсором кулинарной рубрики в утренней программе «Подъем», спонсором показа корейского сериала «Жемчужина двора, или кухарка императора» (Dae Jang Geum). Летом 2011 года компания «LG Electronics Украина» начала долгосрочный социальный проект в поддержку добровольного донорства «Краплина крові — життя людини!». А в октябре 2011 — возобновила поставки на украинских рынок ноутбуков, представив сразу три новые линейки — бизнес-серию Blade, 3D-ноутбук LG A530 и бюджетную S-серию. В 2013 был флэшмоб смартфона LG G2 в Киеве.

### LG Electronics в Казахстане
В 1997 году LG Electronics вышла на казахстанский рынок под названием «Эл Джи Электроникс Алмати Казахстан» (LGEAK). В 1998 году заработал завод в Алматы. По словам директора завода, показатель по браку был ниже среднемирового значения (2,5%) – 0,9% по телевизорам и 0,2% по стиральным машинам. В 2012 году на завод приезжал президент Казахстана Нурсултан Назарбаев. В 2014 году компания заключила соглашение с Алматинским вентиляторным заводом (АВЗ) о совместной разработке системы кондиционирования для материнской компании. На 2019 год производство электроники в Казахстане было представлено только заводом LG, где собирались исключительно телевизоры. В 2022 году российские СМИ сообщали о возможном переносе завода бытовой техники LG из Подмосковья в Казахстан, однако в LG эту информацию опровергли.

## Социальная ответственность
В 1994 году (после слияния Lucky и Goldstar) советом директоров компании были обозначены основные приоритеты деятельности LG в области социальной и экологической ответственности:
- отказ от токсичных материалов в производстве
- внедрение максимально энергоэффективных решений в технике
- повсеместное внедрение технологий вторичной переработки сырья
- поддержка социальных кампаний по борьбе с голодом и нищетой

В России LG Electronics постоянный партнёр движения «Я — Донор» — волонтёрского движения добровольного донорства крови.

## Спонсорство и спорт
В 1994 году совет директоров компании LG Electronics обозначил ещё один приоритет в вопросах социальной политики бренда — поддержка и спонсорство спортивных мероприятий.
По состоянию на 2010 год LG Electronics является:
- Генеральным техническим партнёром гонок «Формула 1», поставляет технику и оборудование, а также обеспечивает техническую поддержку в организации гонок;
- Постоянным партнёром и спонсором FIS World Cup — крупнейшего международного чемпионата по зимним видам спорта, проводимого каждый год в 15 странах мира;
- Официальным спонсором чемпионата мира по крикету и генеральным партнёром ICC (International Cricket Council) и спонсором мероприятий, проводимых ICC;
- Партнёром NCAA (National Collegiate Athletic Association) — спортивной ассоциации Северной Америки, ежегодно проводящей футбольные и баскетбольные чемпионаты между учебными заведениями США;
- Спонсором и партнёром COPA America — старейшего и крупнейшего чемпионата Южной Америки по футболу.